# Caudriella
Caudriella es un género de foraminífero bentónico de la subfamilia Lepidocyclininae, de la familia Lepidocyclinidae, de la superfamilia Asterigerinoidea, del suborden Rotaliina y del orden Rotaliida. Su especie tipo es Margaritella ospinae. Su rango cronoestratigráfico abarca el Luteciense (Eoceno medio).

## Clasificación
Caudriella incluye a la siguiente especie:
- Caudriella ospinae †